# Manuel Dolcet Carmen
Manuel Dolcet i Carmen (Barcelona, 17 d'octubre de 1876 - Barcelona, 9 de desembre de 1964) fou un metge i polític català, diputat a Corts durant a Segona República Espanyola.

## Biografia
Fou fill de Manuel Dolcet i Lladó, galoner de Barcelona, i de la seva esposa Ramona Oliva, també de Barcelona. En la inscripció del seu naixement apareix sota el nom de Manuel Dolcet i Oliva, no pas Dolcet i Carmen. La mare apareix en les inscripcions de naixement de tots els seus fills com a filla de pares desconeguts, sense cognoms tret del naixement de Manuel, on el seu nom apareix com a Ramona Oliva. De fet, el registre del naixement de la seva germana Rosa, nascuda el 1881, indica el següent: «nota: la mare d'aquesta nena es diu Dolores, Carmen i Ramona, coneguda com a Ramona Oliva i Roig».
Llicenciat en Medicina per la Universitat de Barcelona en 1899. Es doctorà a Madrid en 1907 amb la tesi La Extirpación del saco lagrimal en las dacriocistitis.
En 1900 treballà com a escultor anatòmic a la Facultat de Medicina i fou Inspector Municipal de Sanitat, però ho deixà per especialitzar-se en oftalmologia. Des de 1906 exercí la seva feina a la Casa de la Caritat de Barcelona i fou membre de la Real Academia de Medicina y Cirugía. Participà en el I Congrés Nacional de Medicina de Madrid el 1919 i en el 6è Congrés de Metges i Biòlegs de Llengua Catalana celebrat a Barcelona el 1930. També fou ponent a l'Ateneu Enciclopèdic Popular. En 1919 va rebre el grau de comanador amb placa de l'Orde d'Isabel la Catòlica.
Políticament, era membre del Partit Republicà Democràtic Federal, amb el que fou elegit diputat per la província de Barcelona a les eleccions generals espanyoles de 1931. A les Corts Espanyoles es va integrar en el grup parlamentari d'ERC i no es va presentar a la reelecció el 1933.
Després de la guerra civil espanyola fou depurat pel Tribunal de Responsabilitats Polítiques i hagué d'exercir la medicina en privat.
Es va casar amb Joaquima Buxeres i Bultó. El seu fill Lluís Dolcet i Buxeres (1909-1994) i els seus nets Manuel i Maria Lluïsa Dolcet Cort exerciren la mateixa professió de metges oftalmòlegs.

## Obres
- Enfermedades oculares que más comunmente se observan en las escuelas de Barcelona. Sus causas, medios especialmente profilácticos y curativos más adecuados (1906).
- La Extirpación del saco lagrimal en las dacriocistitis. (1910).
- Nuestra experiencia personal sobre más de 300 casos de dacriocistitis tratados por la extirpación del saco lagrimal. (1916)
- De la retinitis brightica no gravídica (1916)
- Tratamiento y curación de la hernia por el nuevo procedimiento del Doctor Manuel Dolcet. (1945)